# Palača Sponza, Dubrovnik
Palača Sponza je dubrovniška znamenitost.
Na levem severnem vogalu Place in trga Luže stoji
veličastna gotsko-renesančna palača Sponza zgrajena v letih 1516-1521, ena od najlepših palač v mestu, ki je do današnjih dni ohranila svojo prvotno podobo. Palača je dobila ime po prejšnji lokaliteti na kateri stoji, spongia, kjer je bil zbiralnik deževnice. Včasu republike so bili v palači 
carinski urad, skladišča in kovnica, zaradi česar so palačo često imenovali tudi divona (od dogna - carina). Razen carine in državne kovnice denarja so v palači delovali tudi banka, državna zakladnica, urad za ocenjevanje blaga, orožarna in sedež dubrovniške akademije. Posamezna carinska skladišča so bila imenovana z imeni svetnikov, ki so bila napisana nad vhodnimi vrati v skladišče. Glavni napis na loku atrija, kjer je nekoč visela tehtnica, poudarja točnost dubrovniških mer: »FALLERE NOSTRA VETANT; ET FALLI PONDERA; MEQUE PONDERO CUM MERCES; PONDERAT IPSE DEUS«,
kar v prevodu pomeni - »Z našimi utežmi ne moreš varati, niti biti prevaran, kadar tehtam blago, me tehta sam bog«.
Načrt za palačo je izdelal dubrovniški mojster Pasko Miličević. Sama palača je velik pravokoten objekt z notranjim dvoriščem. Na strani poslopja, ki gleda na trg je odprto stebrišče. Poslopje je mešanica gotskega in renesančnega sloga, kar je sicer odlika vseh pomembnejših stavb tega obdobja na vzhodni jadranski obali. Palača Sponza v rušilnem potresu leta 1667 ni bila poškodovana, in ravno to dejstvo je verjetno rešilo republiko, tako da so lahko kljub hudemu opustošeju nadaljevali s svojo trgovsko dejavnostjo.
Danes je v poslopju Sponze najvažnejša kulturna ustanova mesta - dubrovniški arhiv. Arhiv obsega vse dukumente, ki se nanašajo na obdobje od 12. stol. do propada republike. V arhivu pa je tudi obsežen arhivski fond iz 19. in 20. stoletja. Kar se tiče bogastva raznovrstnih dokumentov, je ta arhiv eden od najpomembnejših arhivov na svetu. Arhivska zbira hrani preko 7000 zvezkov rokopis in več 100.000 posameznih rokopisov, kar vse skupaj predstavlja okoli 2,700.000 vseh rokopisov. Najstarejši ohranjeni dokument izvira iz leta 1022. Od leta 1278 naprej je republika uvedla sistematično zapisovanje in shranjevanje vseh javnopravnih in privatnopravnih spisov. Dokumenti shranjeni v arhivu so pisani v latinščini in italijanščini, mnogo pa jih je tudi v hrvaščini, turščini, španščini, ruščini in arabščini. Posebno dragocena pa je zbirka zakonov in pravnih knjig, med njimi pa še posebej dubrovniški statut iz leta 1272. Ohranjeni so tudi zapisi notariata republike, prepisi vseh oporok, nadalje zapiski vseh sej raznih svetov republike, zapiski o plovbah vseh ladij, spiski blaga in potnikov, ter še mnogo drugih zgodovinskih podatkov, iz katerih je možno rekonstruirati celotno politično, diplomatsko in gospodarsko zgodovino življenja v Dubrovniku. Poleg tega pa je v arhivu še ogromen fond, ki se nanaša na zgodovino drugih držav in narodov.